# Première circonscription de la Vienne
La première circonscription de la Vienne est l'une des 4 circonscriptions législatives françaises que compte le département de la Vienne (86) situé en région Nouvelle-Aquitaine.

## Description géographique et démographique

### De 1958 à 1986
La première circonscription de la Vienne était composée de :
- canton de Mirebeau
- canton de Neuville-de-Poitou
- canton de Poitiers-Nord
- canton de Poitiers-Sud
- canton de Saint-Georges-lès-Baillargeaux
- canton de Saint-Julien-l'Ars
- canton de La Villedieu-du-Clain
- canton de Vouillé.

Source : Journal Officiel du 14-15 Octobre 1958.

### De 1988 à 2010

Carte de la première circonscription de la Vienne, redécoupage de 1988

La première circonscription de la Vienne est délimitée par le découpage électoral de la loi no 86-1197 du 24 novembre 1986
, elle regroupe les divisions administratives suivantes : 
- canton de Mirebeau
- canton de Neuville-de-Poitou
- canton de Poitiers-I
- canton de Poitiers-II
- canton de Poitiers-VII
- canton de Saint-Georges-lès-Baillargeaux
- canton de Saint-Julien-l'Ars.

Depuis l'adoption de l'ordonnance no 2009-935 du 29 juillet 2009, ratifiée par le Parlement français le 21 janvier 2010, la circonscription comprend en plus le canton de Vouneuil-sur-Vienne qui provient de la Troisième circonscription de la Vienne.
D'après le recensement général de la population en 1999, réalisé par l'Institut national de la statistique et des études économiques (INSEE), la population totale de cette circonscription est estimée à 110 588 habitants,.

## Historique des députations
| Législature | Début de mandat | Fin de mandat  | Député                              | Parti politique      | Observations |
| ----------- | --------------- | -------------- | ----------------------------------- | -------------------- | --- |
| Ire         | 9 décembre 1958 | 9 octobre 1962 | Paul Guillon                        | CRR                  | Mandat écourté à la suite d'une dissolution parlementaire décidée par Charles de Gaulle.                                                                       |
| IIe         | 6 décembre 1962 | 2 avril 1967   | Paul Guillon puis Roger Bertholleau | UNR-UDT              | |
| IIIe        | 3 avril 1967    | 30 mai 1968    | Pierre Vertadier                    | UD-Ve                | Mandat écourté à la suite d'une dissolution parlementaire décidée par Charles de Gaulle.                                                                       |
| IVe         | 11 juillet 1968 | 1er avril 1973 | Pierre Vertadier                    | UDR                  | |
| Ve          | 2 avril 1973    | 2 avril 1978   | Pierre Vertadier                    | UDR                  | |
| VIe         | 3 avril 1978    | 22 mai 1981    | Jacques Santrot                     | PS                   | Mandat écourté à la suite d'une dissolution parlementaire décidée par François Mitterrand.                                                                     |
| VIIe        | 2 juillet 1981  | 1er avril 1986 | Jacques Santrot                     | PS                   | |
| VIIIe       | 2 avril 1986    | 14 mai 1988    | Aucun                               |                      | Proportionnelle par département, pas de député par circonscription. Mandat écourté à la suite d'une dissolution parlementaire décidée par François Mitterrand. |
| IXe         | 23 juin 1988    | 1er avril 1993 | Jacques Santrot                     | PS                   | |
| Xe          | 2 avril 1993    | 21 avril 1997  | Éric Duboc,                         | UDF,                 | Mandat écourté à la suite d'une dissolution parlementaire décidée par Jacques Chirac.                                                                          |
| XIe         | 12 juin 1997    | 18 juin 2002   | Alain Claeys,                       | PS,                  | |
| XIIe        | 19 juin 2002    | 19 juin 2007   | Alain Claeys,                       | PS,                  | |
| XIIIe       | 20 juin 2007    | 19 juin 2012   | Alain Claeys                        | PS                   | |
| XIVe        | 20 juin 2012    | 20 juin 2017   | Alain Claeys                        | PS                   | |
| XVe         | 21 juin 2017    | 21 juin 2022   | Jacques Savatier                    | LREM                 | Jacques Savatier, dont la mission auprès du gouvernement a été prolongée, est remplacé par sa suppléante Françoise Ballet-Blu le 25 août 2020.                 |
| XVe         |                 |                | Françoise Ballet-Blu                | LREM                 | Jacques Savatier, dont la mission auprès du gouvernement a été prolongée, est remplacé par sa suppléante Françoise Ballet-Blu le 25 août 2020.                 |
| XVIe        | 22 juin 2022    | 9 juin 2024    | Lisa Belluco                        | Les Écologistes-EÉLV | Mandat écourté à la suite d'une dissolution parlementaire décidée par Emmanuel Macron.                                                                         |
| XVIIe       | 8 juillet 2024  | En cours       | Lisa Belluco                        | Les Écologistes-EÉLV | |

## Historique des élections

### Élections de 1958
| Candidat       | Candidat            | Parti          | Premier tour | Premier tour | Second tour | Second tour |  |
| Candidat       | Candidat            | Parti          | Voix         | %            | Voix        | %           |  |
| -------------- | ------------------- | -------------- | ------------ | ------------ | ----------- | ----------- |  |
|                | Paul Guillon élu    | CRR            | 14 514       | 28,05        | 26 360      | 51          |  |
|                | Henry de Cluzeau    | CNIP           | 12 573       | 24,3         | 16 465      | 31,86       |  |
|                | Alphonse Bouloux    | PCF            | 9 269        | 17,92        | 8 859       | 17,14       |  |
|                | Pierre Bonnet       | UNR            | 6 662        | 12,88        | Retrait     | Retrait     |  |
|                | Henri Huyard        | SFIO           | 3 885        | 7,51         | Retrait     | Retrait     |  |
|                | Raymond Longepierre | CR             | 2 473        | 4,78         |             |             |  |
|                | Camille Veillon     | Modérés        | 2 359        | 4,56         |             |             |  |
|                |                     |                |              |              |             |             |  |
| Inscrits       | Inscrits            | Inscrits       | 70 496       | 100,00       | 70 492      | 100,00      |  |
| Abstentions    | Abstentions         | Abstentions    | 16 930       | 24,02        | 17 896      | 25,39       |  |
| Votants        | Votants             | Votants        | 53 566       | 75,98        | 52 596      | 74,61       |  |
| Blancs et nuls | Blancs et nuls      | Blancs et nuls | 1 831        | 3,42         | 912         | 1,73        |  |
| Exprimés       | Exprimés            | Exprimés       | 51 735       | 96,58        | 51 684      | 98,27       |  |

Le suppléant de Paul Guillon était Roger Bertholleau, agriculteur-viticulteur, Président de la cave coopérative de Neuville-de-Poitou.

### Élections de 1962
|                | Paul Guillon sortant réélu | UNR-UDT        | 22 631 | 50,83  |  |  |  |
|                | Alphonse Bouloux           | PCF            | 9 210  | 20,69  |  |  |  |
|                | Benoît Jeanneau            | MRP            | 4 919  | 11,05  |  |  |  |
|                | Gérard Defrétière          | Modérés        | 4 424  | 9,94   |  |  |  |
|                | Henri Huyard               | SFIO           | 3 337  | 7,5    |  |  |  |
|                |                            |                |        |        |  |  |  |
| Inscrits       | Inscrits                   | Inscrits       | 71 666 | 100,00 |  |  |  |
| Abstentions    | Abstentions                | Abstentions    | 25 497 | 35,58  |  |  |  |
| Votants        | Votants                    | Votants        | 46 169 | 64,42  |  |  |  |
| Blancs et nuls | Blancs et nuls             | Blancs et nuls | 1 648  | 3,57   |  |  |  |
| Exprimés       | Exprimés                   | Exprimés       | 44 521 | 96,43  |  |  |  |

Le suppléant de Paul Guillon était Roger Bertholleau. Roger Bertholleau remplaça Paul Guillon, décédé, du 7 février 1965 au 2 avril 1967.

### Élections de 1967
| Candidat       | Candidat             | Parti          | Premier tour | Premier tour | Second tour | Second tour |  |
| Candidat       | Candidat             | Parti          | Voix         | %            | Voix        | %           |  |
| -------------- | -------------------- | -------------- | ------------ | ------------ | ----------- | ----------- |  |
|                | Pierre Vertadier élu | UD-Ve          | 26 012       | 43,95        | 31 518      | 56,03       |  |
|                | Jacques Grandon      | CD (PDM)       | 13 836       | 23,38        | Retrait     | Retrait     |  |
|                | Jean Sarvonat        | FGDS (CIR)     | 10 541       | 17,81        | 24 738      | 43,97       |  |
|                | Maxime Dumas         | PCF            | 8 791        | 14,85        | Retrait     | Retrait     |  |
|                |                      |                |              |              |             |             |  |
| Inscrits       | Inscrits             | Inscrits       | 75 045       | 100,00       | 75 039      | 100,00      |  |
| Abstentions    | Abstentions          | Abstentions    | 14 480       | 19,3         | 16 474      | 21,95       |  |
| Votants        | Votants              | Votants        | 60 565       | 80,7         | 58 565      | 78,05       |  |
| Blancs et nuls | Blancs et nuls       | Blancs et nuls | 1 385        | 2,29         | 2 309       | 3,94        |  |
| Exprimés       | Exprimés             | Exprimés       | 59 180       | 97,71        | 56 256      | 96,06       |  |

Le suppléant de Pierre Vertadier était Roger Bertholleau.

### Élections de 1968
|                | Pierre Vertadier sortant réélu | UDR (URP)      | 31 978 | 54,69  |  |  |  |
|                | Tony Lainé                     | PCF            | 8 979  | 15,36  |  |  |  |
|                | Jean Sarvonat                  | FGDS (CIR)     | 8 622  | 14,75  |  |  |  |
|                | Henri de Tourris               | CD (PDM)       | 7 339  | 12,55  |  |  |  |
|                | Lucien Lapierre                | PSU            | 1 552  | 2,65   |  |  |  |
|                |                                |                |        |        |  |  |  |
| Inscrits       | Inscrits                       | Inscrits       | 74 161 | 100,00 |  |  |  |
| Abstentions    | Abstentions                    | Abstentions    | 14 681 | 19,8   |  |  |  |
| Votants        | Votants                        | Votants        | 59 480 | 80,2   |  |  |  |
| Blancs et nuls | Blancs et nuls                 | Blancs et nuls | 1 010  | 1,7    |  |  |  |
| Exprimés       | Exprimés                       | Exprimés       | 58 470 | 98,3   |  |  |  |

Le suppléant de Pierre Vertadier était Roger Bertholleau.

### Élections de 1973
| Candidat       | Candidat                       | Parti          | Premier tour | Premier tour | Second tour | Second tour |  |
| Candidat       | Candidat                       | Parti          | Voix         | %            | Voix        | %           |  |
| -------------- | ------------------------------ | -------------- | ------------ | ------------ | ----------- | ----------- |  |
|                | Pierre Vertadier sortant réélu | UDR (URP)      | 28 622       | 44,43        | 32 393      | 49,22       |  |
|                | Jacques Santrot                | PS (UGSD)      | 12 126       | 18,82        | 27 522      | 41,82       |  |
|                | Tony Lainé                     | PCF            | 11 590       | 17,99        | Retrait     | Retrait     |  |
|                | Henri de Tourris               | CD (MR)        | 8 709        | 13,52        | 5 892       | 8,95        |  |
|                | Philippe Mazot                 | LCR            | 2 164        | 3,36         |             |             |  |
|                | Charles Le Bail                | FP             | 1 211        | 1,88         |             |             |  |
|                |                                |                |              |              |             |             |  |
| Inscrits       | Inscrits                       | Inscrits       | 81 656       | 100,00       | 81 659      | 100,00      |  |
| Abstentions    | Abstentions                    | Abstentions    | 15 368       | 18,82        | 14 763      | 18,08       |  |
| Votants        | Votants                        | Votants        | 66 288       | 81,18        | 66 896      | 81,92       |  |
| Blancs et nuls | Blancs et nuls                 | Blancs et nuls | 1 866        | 2,81         | 1 089       | 1,63        |  |
| Exprimés       | Exprimés                       | Exprimés       | 64 422       | 97,19        | 65 807      | 98,37       |  |

Le suppléant de Pierre Vertadier était René Métayer, docteur en médecine, conseiller général, maire de Neuville-de-Poitou. René Métayer remplaça Pierre Vertadier, nommé membre du gouvernement, du 13 mai 1973 au 2 avril 1978.

### Élections de 1978
| Candidat       | Candidat             | Parti              | Premier tour | Premier tour | Second tour | Second tour |  |
| Candidat       | Candidat             | Parti              | Voix         | %            | Voix        | %           |  |
| -------------- | -------------------- | ------------------ | ------------ | ------------ | ----------- | ----------- |  |
|                | Jacques Santrot élu  | PS                 | 27 597       | 33,66        | 44 526      | 52,03       |  |
|                | Jean-Pierre Raffarin | UDF (PR)           | 17 452       | 21,29        | 41 047      | 47,97       |  |
|                | André Fanton         | RPR                | 16 718       | 20,39        | Retrait     | Retrait     |  |
|                | Jean-Jacques Pensec  | PCF                | 10 753       | 13,12        |             |             |  |
|                | René Souchet         | Divers droite (DC) | 2 444        | 2,98         |             |             |  |
|                | Bernard Conseil      | PSU (FA)           | 1 792        | 2,19         |             |             |  |
|                | Guy Allard           | LO                 | 1 115        | 1,36         |             |             |  |
|                | René Mettey          | PSD                | 1 273        | 1,55         |             |             |  |
|                | Régis Roquetanière   | MDD                | 823          | 1            |             |             |  |
|                | Philippe Mazot       | LCR                | 735          | 0,9          |             |             |  |
|                | Francine Vergé       | PFN                | 699          | 0,85         |             |             |  |
|                | Charles Le Bail      | UGP                | 582          | 0,71         |             |             |  |
|                |                      |                    |              |              |             |             |  |
| Inscrits       | Inscrits             | Inscrits           | 100 213      | 100,00       | 100 215     | 100,00      |  |
| Abstentions    | Abstentions          | Abstentions        | 16 851       | 16,82        | 13 137      | 13,11       |  |
| Votants        | Votants              | Votants            | 83 362       | 83,18        | 87 078      | 86,89       |  |
| Blancs et nuls | Blancs et nuls       | Blancs et nuls     | 1 379        | 1,65         | 1 505       | 1,73        |  |
| Exprimés       | Exprimés             | Exprimés           | 81 983       | 98,35        | 85 573      | 98,27       |  |

Le suppléant de Jacques Santrot était Serge Chamoret, professeur d'éducation physique, conseiller général, maire de Neuville-de-Poitou.

### Élections de 1981
| Candidat       | Candidat                      | Parti          | Premier tour | Premier tour | Second tour | Second tour |  |
| Candidat       | Candidat                      | Parti          | Voix         | %            | Voix        | %           |  |
| -------------- | ----------------------------- | -------------- | ------------ | ------------ | ----------- | ----------- |  |
|                | Jacques Santrot sortant réélu | PS             | 35 857       | 49,44        | 47 110      | 60,71       |  |
|                | Jean-Henri Calmon             | RPR (UNM)      | 27 113       | 37,38        | 30 490      | 39,29       |  |
|                | Jean-Jacques Pensec           | PCF            | 5 943        | 8,19         |             |             |  |
|                | Jean-François Robin           | PSU            | 1 543        | 2,13         |             |             |  |
|                | Jean-Jacques Dumiot           | MRG            | 1 236        | 1,70         |             |             |  |
|                | Alain Grenet                  | LO             | 838          | 1,16         |             |             |  |
|                |                               |                |              |              |             |             |  |
| Inscrits       | Inscrits                      | Inscrits       | 106 275      | 100,00       | 106 273     | 100,00      |  |
| Abstentions    | Abstentions                   | Abstentions    | 32 541       | 30,62        | 27 550      | 25,92       |  |
| Votants        | Votants                       | Votants        | 73 734       | 69,38        | 78 723      | 74,08       |  |
| Blancs et nuls | Blancs et nuls                | Blancs et nuls | 1 204        | 1,63         | 1 123       | 1,43        |  |
| Exprimés       | Exprimés                      | Exprimés       | 72 530       | 98,37        | 77 600      | 98,57       |  |

Le suppléant de Jacques Santrot était Serge Chamoret.

### Élections de 1988
|                | Jacques Santrot sortant réélu | PS             | 22 123 | 51,95  |  |  |  |
|                | Bernard Champalou             | RPR (URC)      | 14 661 | 34,43  |  |  |  |
|                | Bertrand Royer                | PCF            | 2 544  | 5,97   |  |  |  |
|                | Georges La Planeta            | FN             | 2 370  | 5,57   |  |  |  |
|                | Jacques Frimont               | Extrême gauche | 884    | 2,08   |  |  |  |
|                |                               |                |        |        |  |  |  |
| Inscrits       | Inscrits                      | Inscrits       | 66 158 | 100,00 |  |  |  |
| Abstentions    | Abstentions                   | Abstentions    | 22 644 | 34,23  |  |  |  |
| Votants        | Votants                       | Votants        | 43 514 | 65,77  |  |  |  |
| Blancs et nuls | Blancs et nuls                | Blancs et nuls | 932    | 2,14   |  |  |  |
| Exprimés       | Exprimés                      | Exprimés       | 42 582 | 97,86  |  |  |  |

Le suppléant de Jacques Santrot était Serge Chamoret.

### Élections de 1993
Les élections législatives françaises de 1993 ont eu lieu les dimanches 21 et 28 mars 1993.
| Candidat       | Candidat                | Parti          | Premier tour | Premier tour | Second tour | Second tour |  |
| Candidat       | Candidat                | Parti          | Voix         | %            | Voix        | %           |  |
| -------------- | ----------------------- | -------------- | ------------ | ------------ | ----------- | ----------- |  |
|                | Éric Duboc élu          | UDF (PR)       | 18 440       | 40,04        | 25 695      | 54,37       |  |
|                | Jacques Santrot sortant | PS (ADFP)      | 12 734       | 27,65        | 21 561      | 45,63       |  |
|                | Marie Legrand           | Les Verts (EÉ) | 4 141        | 8,99         |             |             |  |
|                | Lucien Forgeot          | FN             | 3 950        | 8,58         |             |             |  |
|                | Jean-Jacques Guérin     | PCF            | 2 052        | 4,46         |             |             |  |
|                | Bertrand Royer          | SÉGA           | 2 020        | 4,39         |             |             |  |
|                | Pierre Moriceau         | LT-LNÉ         | 1 164        | 2,53         |             |             |  |
|                | Jean-Luc Lavrut         | PT             | 1 060        | 2,30         |             |             |  |
|                | Régis Roquetanière      | MDD            | 488          | 1,06         |             |             |  |
|                |                         |                |              |              |             |             |  |
| Inscrits       | Inscrits                | Inscrits       | 69 035       | 100,00       | 69 302      | 100,00      |  |
| Abstentions    | Abstentions             | Abstentions    | 19 878       | 28,79        | 19 145      | 27,63       |  |
| Votants        | Votants                 | Votants        | 49 157       | 71,21        | 50 157      | 72,37       |  |
| Blancs et nuls | Blancs et nuls          | Blancs et nuls | 3 108        | 6,32         | 2 901       | 5,78        |  |
| Exprimés       | Exprimés                | Exprimés       | 46 049       | 93,68        | 47 256      | 94,22       |  |

Le suppléant d'Éric Duboc était le Docteur Denis Brunet, médecin, conseiller général du canton de Mirebeau, maire de Mirebeau.

### Élections de 1997
| Candidat                     | Candidat                     | Parti                  | Premier tour | Premier tour | Second tour | Second tour |  |
| Candidat                     | Candidat                     | Parti                  | Voix         | %            | Voix        | %           |  |
| ---------------------------- | ---------------------------- | ---------------------- | ------------ | ------------ | ----------- | ----------- |  |
|                              | Alain Claeys élu             | PS (PRS)               | 16 417       | 34,60        | 28 716      | 57,05       |  |
|                              | Éric Duboc sortant           | UDF (PPDF)             | 14 778       | 31,15        | 21 620      | 42,95       |  |
|                              | Joël Le Nestic               | FN                     | 4 619        | 9,74         |             |             |  |
|                              | Jean-Jacques Guerin          | PCF                    | 2 991        | 6,30         |             |             |  |
|                              | Marie Legrand                | Les Verts              | 2 466        | 5,20         |             |             |  |
|                              | Alain Grenet                 | Extrême gauche (LO)    | 1 310        | 2,76         |             |             |  |
|                              | Bertrand Royer               | Extrême gauche (SÉGA)  | 1 250        | 2,63         |             |             |  |
|                              | Anita Poupeau-Bouthier       | Divers écologiste (GÉ) | 1 212        | 2,55         |             |             |  |
|                              | Martine de Rautlin de la Roy | LDI (MPF)              | 1 193        | 2,51         |             |             |  |
|                              | Christophe Masse             | Extrême gauche (PT)    | 463          | 0,98         |             |             |  |
|                              | Jean-Michel Fournier         | MDC                    | 438          | 0,92         |             |             |  |
|                              | Régis Roquetanière           | Divers gauche          | 306          | 0,64         |             |             |  |
|                              |                              |                        |              |              |             |             |  |
| Inscrits                     | Inscrits                     | Inscrits               | 71 806       | 100,00       | 71 805      | 100,00      |  |
| Abstentions                  | Abstentions                  | Abstentions            | 21 423       | 29,83        | 18 715      | 26,06       |  |
| Votants                      | Votants                      | Votants                | 50 383       | 70,17        | 53 090      | 73,94       |  |
| Blancs et nuls               | Blancs et nuls               | Blancs et nuls         | 2 940        | 5,84         | 2 754       | 5,19        |  |
| Exprimés                     | Exprimés                     | Exprimés               | 47 443       | 94,16        | 50 336      | 94,81       |  |
| Source : Assemblée nationale |                              |                        |              |              |             |             |  |

La suppléante d'Alain Claeys était Martine Daban, maire de Saint-Julien-l'Ars, médecin psychiatre.

### Élections de 2002
| Candidat                     | Candidat                   | Parti                | Premier tour | Premier tour | Second tour | Second tour |  |
| Candidat                     | Candidat                   | Parti                | Voix         | %            | Voix        | %           |  |
| ---------------------------- | -------------------------- | -------------------- | ------------ | ------------ | ----------- | ----------- |  |
|                              | Alain Claeys sortant réélu | PS                   | 19 764       | 43,20        | 24 796      | 50,68       |  |
|                              | Dominique Hummel           | UMP (UDF)            | 15 356       | 33,57        | 24 127      | 49,32       |  |
|                              | Magalie Servant            | FN                   | 3 164        | 6,92         |             |             |  |
|                              | Robert Rochaud             | Les Verts            | 2 082        | 4,55         |             |             |  |
|                              | Pascale Guittet            | CPNT                 | 1 425        | 3,11         |             |             |  |
|                              | Jean-Paul Dampuré          | PCF                  | 1 045        | 2,28         |             |             |  |
|                              | Maryse Desbourdes          | Extrême gauche (LCR) | 898          | 1,96         |             |             |  |
|                              | Ludovic Gaillard           | Extrême gauche (LO)  | 677          | 1,48         |             |             |  |
|                              | Christine Alfarge          | Pôle républicain     | 435          | 0,95         |             |             |  |
|                              | Frédérique Grisun          | Extrême droite (MNR) | 283          | 0,62         |             |             |  |
|                              | Monique Epain-Blanquer     | Divers (RCF)         | 268          | 0,59         |             |             |  |
|                              | Myriam Hamdaoui            | Extrême gauche (PT)  | 200          | 0,44         |             |             |  |
|                              | Thierry Percebois          | Divers gauche (IR)   | 152          | 0,33         |             |             |  |
|                              | Patrick El Aroussi         | Extrême gauche       | 0            | 0,00         |             |             |  |
|                              |                            |                      |              |              |             |             |  |
| Inscrits                     | Inscrits                   | Inscrits             | 76 414       | 100,00       | 76 414      | 100,00      |  |
| Abstentions                  | Abstentions                | Abstentions          | 24 031       | 31,45        | 26 176      | 34,26       |  |
| Votants                      | Votants                    | Votants              | 52 383       | 68,55        | 50 238      | 65,74       |  |
| Blancs et nuls               | Blancs et nuls             | Blancs et nuls       | 6 634        | 12,66        | 1 315       | 2,62        |  |
| Exprimés                     | Exprimés                   | Exprimés             | 45 749       | 87,34        | 48 923      | 97,38       |  |
| Source : Assemblée nationale |                            |                      |              |              |             |             |  |

La suppléante d'Alain Claeys était Martine Daban.

### Élections de 2007
| Candidat       | Candidat                     | Parti               | Premier tour | Premier tour | Second tour | Second tour |  |
| Candidat       | Candidat                     | Parti               | Voix         | %            | Voix        | %           |  |
| -------------- | ---------------------------- | ------------------- | ------------ | ------------ | ----------- | ----------- |  |
|                | Alain Claeys sortant réélu   | PS                  | 21 780       | 42,82        | 29 549      | 59,1        |  |
|                | Jacqueline Daigre            | UMP                 | 17 389       | 34,19        | 20 450      | 40,9        |  |
|                | Sadiman Anil                 | UDF–MoDem           | 3 432        | 6,75         |             |             |  |
|                | Marie Legrand                | Les Verts           | 1 880        | 3,7          |             |             |  |
|                | Josiane Laraque              | FN                  | 1 411        | 2,77         |             |             |  |
|                | Bruno Riondet                | Extrême gauche (GA) | 1 045        | 2,05         |             |             |  |
|                | Aline Pinault                | PCF                 | 1 009        | 1,98         |             |             |  |
|                | Bertrand Mathière            | MPF                 | 997          | 1,96         |             |             |  |
|                | Patrick Guichard             | GÉ                  | 616          | 1,21         |             |             |  |
|                | Ludovic Gaillard             | LO                  | 563          | 1,11         |             |             |  |
|                | Sébastien Boucquaert         | Divers              | 350          | 0,69         |             |             |  |
|                | Gilles Morin                 | PT                  | 309          | 0,61         |             |             |  |
|                | Patrick El Aroussi Dit Rossi | Divers              | 79           | 0,16         |             |             |  |
|                |                              |                     |              |              |             |             |  |
| Inscrits       | Inscrits                     | Inscrits            | 82 889       | 100,00       | 82 889      | 100,00      |  |
| Abstentions    | Abstentions                  | Abstentions         | 30 966       | 37,36        | 31 478      | 37,98       |  |
| Votants        | Votants                      | Votants             | 51 923       | 62,64        | 51 411      | 62,02       |  |
| Blancs et nuls | Blancs et nuls               | Blancs et nuls      | 1 063        | 2,05         | 1 412       | 2,75        |  |
| Exprimés       | Exprimés                     | Exprimés            | 50 860       | 97,95        | 49 999      | 97,25       |  |

### Élections de 2012
| Candidat       | Candidat                   | Parti                     | Premier tour | Premier tour | Second tour | Second tour |  |
| Candidat       | Candidat                   | Parti                     | Voix         | %            | Voix        | %           |  |
| -------------- | -------------------------- | ------------------------- | ------------ | ------------ | ----------- | ----------- |  |
|                | Alain Claeys sortant réélu | PS                        | 20 878       | 48,44        | 26 456      | 65,64       |  |
|                | Jacqueline Daigre          | UMP                       | 9 902        | 22,98        | 13 846      | 34,36       |  |
|                | Laure Brard                | FN                        | 4 371        | 10,14        |             |             |  |
|                | Nathalie Rimbault-Raitière | FG (PCF)                  | 3 155        | 7,32         |             |             |  |
|                | Arnaud Clairand            | EÉLV                      | 1 906        | 4,42         |             |             |  |
|                | Bernard Thévenet           | MoDem                     | 1 100        | 2,55         |             |             |  |
|                | Bruno Riondet              | Extrême gauche (NPA, Alt) | 407          | 0,94         |             |             |  |
|                | Myriam de Héricourt        | Divers droite (MPF)       | 324          | 0,75         |             |             |  |
|                | Jennie Broussard           | Divers écologiste (Cap21) | 319          | 0,74         |             |             |  |
|                | Ludovic Gaillard           | Extrême gauche (LO)       | 235          | 0,55         |             |             |  |
|                | Guillaume Verdier          | Divers droite (DLR)       | 221          | 0,51         |             |             |  |
|                | Francis Dupuis             | Divers écologiste (AÉI)   | 181          | 0,42         |             |             |  |
|                | Claudine Kepinski          | Extrême gauche (POI)      | 98           | 0,23         |             |             |  |
|                |                            |                           |              |              |             |             |  |
| Inscrits       | Inscrits                   | Inscrits                  | 77 232       | 100,00       | 77 231      | 100,00      |  |
| Abstentions    | Abstentions                | Abstentions               | 33 266       | 43,07        | 35 264      | 45,66       |  |
| Votants        | Votants                    | Votants                   | 43 966       | 56,93        | 41 967      | 54,34       |  |
| Blancs et nuls | Blancs et nuls             | Blancs et nuls            | 869          | 1,98         | 1 665       | 3,97        |  |
| Exprimés       | Exprimés                   | Exprimés                  | 43 097       | 98,02        | 40 302      | 96,03       |  |

### Élections de 2017
|                                                                           |                                                                           |                           |                           |                          |                          |
|                                                                           |                                                                           | Premier tour 11 juin 2017 | Premier tour 11 juin 2017 | Second tour 18 juin 2017 | Second tour 18 juin 2017 |
|                                                                           |                                                                           |                           |                           |                          |                          |
|                                                                           |                                                                           | Nombre                    | % des inscrits            | Nombre                   | % des inscrits           |
| Inscrits                                                                  | Inscrits                                                                  | 79 560                    | 100,00                    | 79 559                   | 100,00                   |
| Abstentions                                                               | Abstentions                                                               | 39 502                    | 49,65                     | 44 333                   | 55,72                    |
| Votants                                                                   | Votants                                                                   | 40 058                    | 50,35                     | 35 226                   | 44,28                    |
|                                                                           |                                                                           |                           | % des votants             |                          | % des votants            |
| Bulletins blancs                                                          | Bulletins blancs                                                          | 767                       | 1,91                      | 2 114                    | 6,00                     |
| Bulletins nuls                                                            | Bulletins nuls                                                            | 310                       | 0,77                      | 1 016                    | 2,88                     |
| Suffrages exprimés                                                        | Suffrages exprimés                                                        | 38 981                    | 97,31                     | 32 096                   | 91,11                    |
|                                                                           |                                                                           |                           |                           |                          |                          |
| Candidat Étiquette politique (partis et alliances)                        | Candidat Étiquette politique (partis et alliances)                        | Voix                      | % des exprimés            | Voix                     | % des exprimés           |
|                                                                           |                                                                           |                           |                           |                          |                          |
|                                                                           | Jacques Savatier La République en marche                                  | 16 486                    | 42,29                     | 19 135                   | 59,62                    |
|                                                                           | Céline Cuvillier La France insoumise                                      | 5 892                     | 15,12                     | 12 961                   | 40,38                    |
|                                                                           | Jacqueline Daigre Les Républicains (Union des démocrates et indépendants) | 4 562                     | 11,70                     |                          |                          |
|                                                                           | Arnaud Fage Front national                                                | 4 058                     | 10,41                     |                          |                          |
|                                                                           | Xavier Moinier Parti socialiste                                           | 3 646                     | 9,35                      |                          |                          |
|                                                                           | Marjorie Monni Europe Écologie Les Verts                                  | 1 772                     | 4,55                      |                          |                          |
|                                                                           | Anne Joulain Parti communiste français                                    | 1 086                     | 2,79                      |                          |                          |
|                                                                           | Guillaume Verdier Debout la France                                        | 540                       | 1,39                      |                          |                          |
|                                                                           | Ludovic Gaillard Lutte ouvrière                                           | 350                       | 0,90                      |                          |                          |
|                                                                           | Pascale Henry Divers (Union populaire républicaine)                       | 269                       | 0,69                      |                          |                          |
|                                                                           | Patrick Martinet Extrême droite (Union des Patriotes)                     | 234                       | 0,60                      |                          |                          |
|                                                                           | Frédéric Bouchareb Divers gauche                                          | 86                        | 0,22                      |                          |                          |
| Source : Ministère de l'Intérieur - Première circonscription de la Vienne |                                                                           |                           |                           |                          |                          |

### Élections de 2022
| Résultats des élections législatives des 12 et 19 juin 2022 de la 1re circonscription de la Vienne |                          |                          |              |              |             |             |
| Candidat                                                                                           | Candidat                 | Parti et coalition       | Premier tour | Premier tour | Second tour | Second tour |
| Candidat                                                                                           | Candidat                 | Parti et coalition       | Voix         | %            | Voix        | %           |
| | Lisa Belluco             | EÉLV (NUPES)             | 12 972       | 32,56        | 18 918      | 51,36       |
| | Françoise Ballet-Blu     | LREM (ENS)               | 11 226       | 28,17        | 17 917      | 48,64       |
| | Kévin Courtois           | RN                       | 6 254        | 15,70        |             |             |
| | Jerôme Neveux            | UDI                      | 5 324        | 13,36        |             |             |
| | Marie-Aline de Mascureau | REC                      | 1 181        | 2,96         |             |             |
| | Alexandre Giraudet       | ÉAC                      | 1 147        | 2,88         |             |             |
| | Ludovic Gaillard         | LO                       | 645          | 1,62         |             |             |
| | Corine Jarry             | DLF (UPF)                | 588          | 1,48         |             |             |
| | Élise Farine             | PA                       | 436          | 1,09         |             |             |
| | Jeannot Assoumani        | UDMF                     | 70           | 0,18         |             |             |
| | Idriss Laadnani          | DVG                      | 1            | 0,00         |             |             |
| Votes valides                                                                                      | Votes valides            | Votes valides            | 39 844       | 97,45        | 36 835      | 92,65       |
| Votes blancs                                                                                       | Votes blancs             | Votes blancs             | 729          | 1,78         | 1 984       | 4,99        |
| Votes nuls                                                                                         | Votes nuls               | Votes nuls               | 315          | 0,77         | 939         | 2,36        |
| Total                                                                                              | Total                    | Total                    | 40 888       | 100          | 39 758      | 100         |
| Abstention                                                                                         | Abstention               | Abstention               | 39 689       | 49,26        | 40 833      | 50,67       |
| Inscrits / participation                                                                           | Inscrits / participation | Inscrits / participation | 80 577       | 50,74        | 80 591      | 49,33       |

### Élections de 2024
| Candidat                 | Candidat                 | Parti et coalition       | Nuances                  | Premier tour | Premier tour | Second tour | Second tour |
| Candidat                 | Candidat                 | Parti et coalition       | Nuances                  | Voix         | %            | Voix        | %           |
| ------------------------ | ------------------------ | ------------------------ | ------------------------ | ------------ | ------------ | ----------- | ----------- |
|                          | Lisa Belluco             | LÉ (NFP)                 | UG                       | 18 232       | 33,14        | 22 660      | 40,64       |
|                          | Emmanuelle Darles        | RN                       | RN                       | 15 918       | 28,93        | 16 858      | 30,23       |
|                          | Séverine Saint-Pé        | HOR (ENS)                | HOR                      | 15 875       | 28,85        | 16 244      | 29,13       |
|                          | Aurélien Tricot          | SE                       | DVG                      | 4 399        | 7,99         |             |             |
|                          | Ludovic Gaillard         | LO                       | EXG                      | 599          | 1,09         |             |             |
|                          |                          |                          |                          |              |              |             |             |
| Votes valides            | Votes valides            | Votes valides            | Votes valides            | 56 645       | 97,14        | 55 762      | 97,45       |
| Votes blancs             | Votes blancs             | Votes blancs             | Votes blancs             | 1 045        | 1,84         | 1 043       | 1,82        |
| Votes nuls               | Votes nuls               | Votes nuls               | Votes nuls               | 577          | 1,02         | 418         | 0,73        |
| Total                    | Total                    | Total                    | Total                    | 58 267       | 100          | 57 223      | 100         |
| Abstention               | Abstention               | Abstention               | Abstention               | 24 408       | 30,11        | 23 846      | 29,41       |
| Inscrits / participation | Inscrits / participation | Inscrits / participation | Inscrits / participation | 81 053       | 69,89        | 81 069      | 70,59       |

#### Département de la Vienne
- La fiche de l'INSEE de cette circonscription : « Tableaux et Analyses de la première circonscription de la Vienne », sur insee.fr, site de l'Institut national de la statistique et des études économiques (consulté le 10 juin 2007) [PDF]

- « Tous les députés du département de la Vienne depuis 1789 » [archive du 30 septembre 2007], sur assemblee-nationale.fr, site de l'Assemblée nationale française (consulté le 10 juin 2007)

- « Informations contentieuses sur le département de la Vienne (Élections législatives de 2002) »(Archive.org • Wikiwix • Archive.is • Google • Que faire ?), sur conseil-constitutionnel.fr, site du Conseil constitutionnel (consulté le 13 juin 2007)

#### Circonscriptions en France
- « Carte des circonscriptions législatives en France », sur assemblee-nationale.fr, site de l'Assemblée nationale française (consulté le 10 juin 2007)

- « Résultats électoraux officiels en France »(Archive.org • Wikiwix • Archive.is • Google • Que faire ?), sur interieur.gouv.fr, site du ministère de l'Intérieur (France) (consulté le 13 juin 2007)

- Description et Atlas des circonscriptions électorales de France sur http://www.atlaspol.com, Atlaspol, site de cartographie géopolitique, consulté le 13 juin 2007.